# De Dion-Bouton Type AL

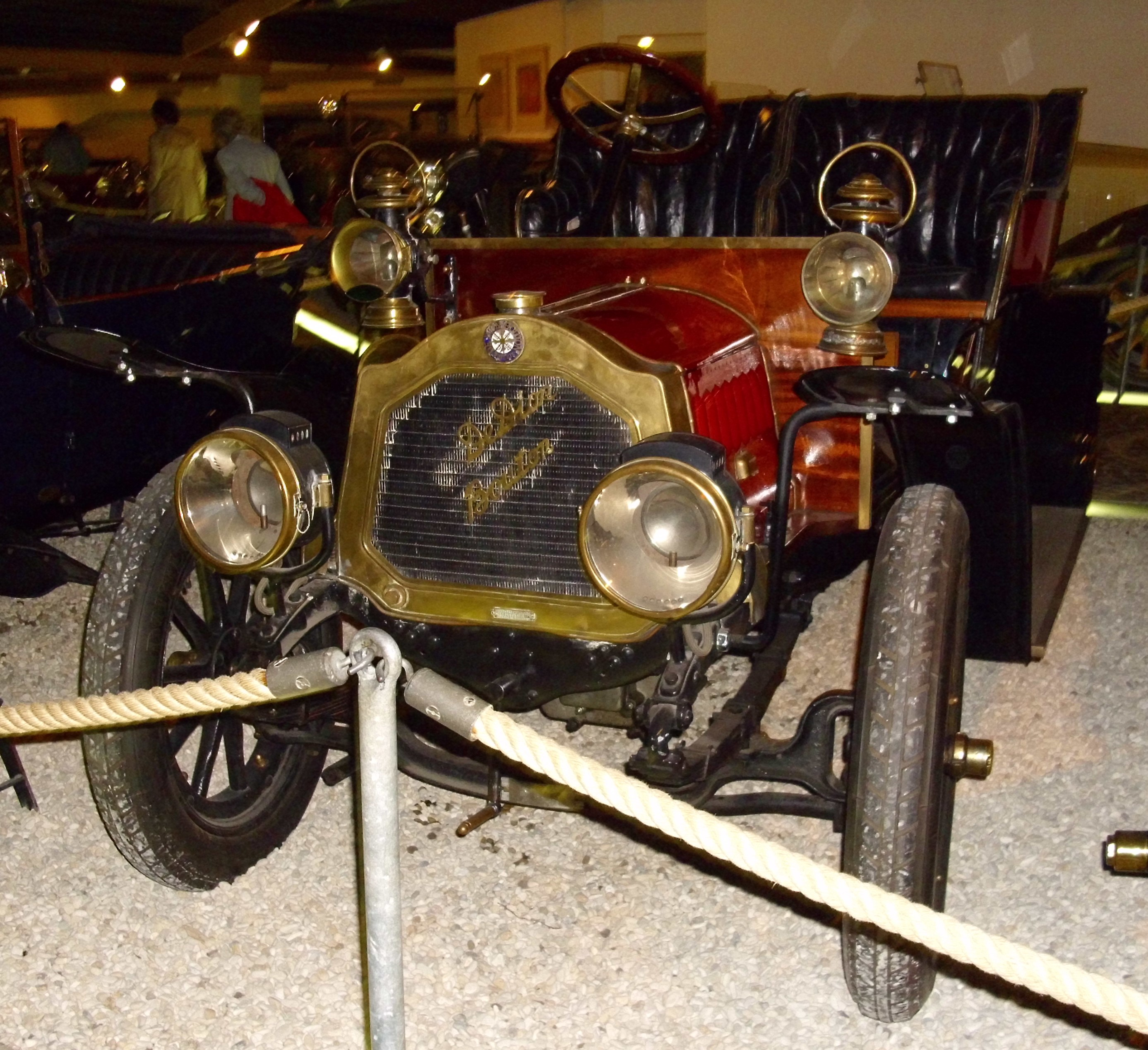
Ausführung mit Kühlergrill

Der De Dion-Bouton Type AL ist ein Pkw-Modell aus der Anfangszeit des 20. Jahrhunderts. Hersteller war De Dion-Bouton aus Frankreich.

## Beschreibung
Die Zulassung durch die nationale Zulassungsbehörde erfolgte am 6. Juli 1905. Vorgänger war der Type Z.
Der De-Dion-Bouton-Einzylindermotor hat 100 mm Bohrung, 120 mm Hub, 942 cm³ Hubraum, war damals in Frankreich mit 8 Cheval fiscal (Steuer-PS) eingestuft und leistet etwa genauso viel PS. Er ist vorne im Fahrgestell montiert und treibt über ein Dreiganggetriebe und eine Kardanwelle die Hinterräder an. Der Wasserkühler befindet sich unterhalb der Motorhaube vor der Vorderachse. Die Hinterachse ist eine De-Dion-Achse.
Die Basis bildet ein Rohrrahmen. Der Radstand beträgt 1880 mm, die Spurweite 1135 mm. Die Vorderräder haben zehn Speichen, die Hinterräder zwölf.
Bekannt sind Aufbauten als Phaeton, Tonneau und Doppelphaeton.
Eine Modellpflege führte 1907 oder 1908 zur Bezeichnung Type AL 2. Einige erhaltene Fahrzeuge haben den Wasserkühler direkt vor dem Motor und davor einen deutlich sichtbaren Kühlergrill. Es ist nicht sicher, ob sie original so ausgeliefert wurden oder ob es nachträgliche Umbauten sind.
Der Type AL wurde 66 Monate lang produziert und dann ohne direkten Nachfolger eingestellt. Aber bereits ab dem 7. November 1906 gab es mit dem Type AU eine Ergänzung im Sortiment, die den gleichen Motor, aber einen etwas längeren Radstand hat.